# Gaido Päär
Gaido Päär (* 22. Februar 1954 in Elva; † 14. September 2023 ebenda) war ein estnischer Radrennfahrer und nationaler Meister im Radsport.

## Sportliche Laufbahn
Päär war im Straßenradsport und im Querfeldeinrennen (heutige Bezeichnung Cyclocross) aktiv. Er begann 1969 mit dem Radsport. 1977 und 1981 gewann er die nationale Meisterschaft im Straßenrennen. 1976 und 1979 war er Dritter und 1978 sowie 1980 Vizemeister geworden. 1979 holte er den Titel im Querfeldeinrennen. Insgesamt gewann er von 1974 bis 1981 elfmal estnische Meistertitel in verschiedenen Disziplinen des Radsports.